# Francesco Bonami

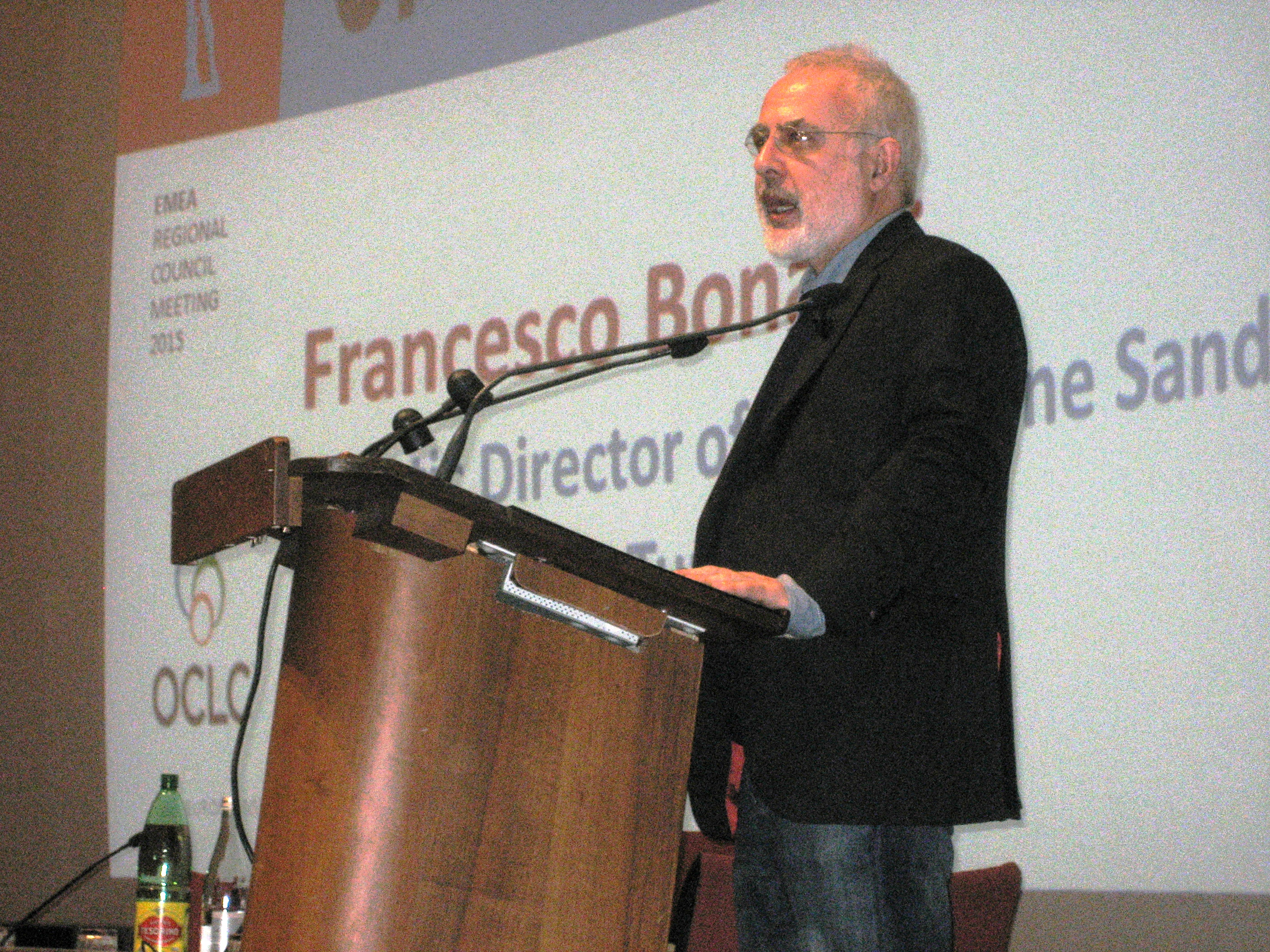
Bonami (Florenz, 2015)

Francesco Bonami (* 1955 in Florenz) ist ein italienischer Kunstkritiker und Kurator, der  die amerikanische Staatsbürgerschaft besitzt.

## Leben
Bonami studierte in Florenz an der Accademia di Belle Arti di Firenze Kunstgeschichte und Szenografie. Nach einer kurzen Phase als Künstler zog Bonami Anfang der 90er Jahre nach New York City. Dort begann seine Zusammenarbeit mit der Zeitschrift Flash Art. Zur gleichen Zeit arbeitete er als Kurator, so für die Ausstellung Truce im Museum SITE in Santa Fe, New Mexico, im Jahre 1998, gefolgt 1999 von Exhibiting Painting in der Whitechapel Art Gallery, London und 2001 einer Ausstellung auf der Manifesta 3 in Ljubljana in Slowenien.

## Arbeit als Kurator (Auswahl)
- 2001: Uniform – Order and Disorder, MoMA PS1, Long Island, New York
- 2003: 50. Biennale di Venezia, zusammen mit Daniel Birnbaum: Delays and Resolutions
- 2003: Hiroshi Sugimoto: Architecture, Museum of Contemporary Art, Chicago
- 2004/2005: Don't Touch the White Woman, Fondazione Sandretto Re Rebaudengo, Turin
- 2004/2005: Instant Europe, Villa Manin, Possariano, Codroipo, Italien
- 2005: Universal Experience, Museum of Contemporary Art, Chicago
- 2005/2006: T1 Torino Triennale, Turin
- 2007: Hiroshi Sugimoto, Villa Manin, Possariano, Codroipo
- 2008/2009: Italics.Italian Art between Tradition and Revolution 1968 - 2008, Palazzo Grassi, Venedig
- 2009: Adel Abdessemed: Les Ailes de Dieu, Fondazione Sandretto Re Rabaudengo, Turin
- 2010: Whitney Biennial 2010, Whitney Museum of American Art, New York, New York
- 2010: Glenn Brown, Ludwig Museum, Budapest
- 2010: 21×21. 21 Artists for the 21st Century, Fondazione Sandretto Re Rebraudengo, Turin
- 2010/2011: Modernikon: Contemporary Art from Russia, ebendort

## Veröffentlichungen
als Kurator
- 2007: mit anderen: Hiroshi Sugimoto: Architecture. Hatje Cantz, Ostfildern. ISBN 978-3-7757-2056-4.

als Mitherausgeber
- 1998: mit anderen: Walter Niedermayr – Reservate des Augenblicks. Cantz, Ostfildern-Ruit. ISBN 3-89322-962-0.
- 1997: mit Kathrin Romberg (Hrsg.): Maurizio Cattelan. Wiener Secession, Wien. ISBN 3-900803-87-0.
- 1994: mit anderen: Félix González-Torres, Rudolf Stingel: Neue Galerie Graz. Neue Galerie, Graz.